# Безсмертна задача
|   | a | b | c | d | e | f | g | h |   |
| 8 | d8 білий ферзь · f7 чорний ферзь · h7 чорний король · e6 чорний пішак · f6 чорний пішак · g6 чорний пішак · c5 білий король · d5 чорний пішак · f5 білий кінь · h5 білий слон · a4 біла тура · b4 біла тура · d3 білий пішак · f3 чорна тура · e2 чорний кінь · f2 білий пішак · h2 чорний слон · d1 чорний слон | d8 білий ферзь · f7 чорний ферзь · h7 чорний король · e6 чорний пішак · f6 чорний пішак · g6 чорний пішак · c5 білий король · d5 чорний пішак · f5 білий кінь · h5 білий слон · a4 біла тура · b4 біла тура · d3 білий пішак · f3 чорна тура · e2 чорний кінь · f2 білий пішак · h2 чорний слон · d1 чорний слон | d8 білий ферзь · f7 чорний ферзь · h7 чорний король · e6 чорний пішак · f6 чорний пішак · g6 чорний пішак · c5 білий король · d5 чорний пішак · f5 білий кінь · h5 білий слон · a4 біла тура · b4 біла тура · d3 білий пішак · f3 чорна тура · e2 чорний кінь · f2 білий пішак · h2 чорний слон · d1 чорний слон | d8 білий ферзь · f7 чорний ферзь · h7 чорний король · e6 чорний пішак · f6 чорний пішак · g6 чорний пішак · c5 білий король · d5 чорний пішак · f5 білий кінь · h5 білий слон · a4 біла тура · b4 біла тура · d3 білий пішак · f3 чорна тура · e2 чорний кінь · f2 білий пішак · h2 чорний слон · d1 чорний слон | d8 білий ферзь · f7 чорний ферзь · h7 чорний король · e6 чорний пішак · f6 чорний пішак · g6 чорний пішак · c5 білий король · d5 чорний пішак · f5 білий кінь · h5 білий слон · a4 біла тура · b4 біла тура · d3 білий пішак · f3 чорна тура · e2 чорний кінь · f2 білий пішак · h2 чорний слон · d1 чорний слон | d8 білий ферзь · f7 чорний ферзь · h7 чорний король · e6 чорний пішак · f6 чорний пішак · g6 чорний пішак · c5 білий король · d5 чорний пішак · f5 білий кінь · h5 білий слон · a4 біла тура · b4 біла тура · d3 білий пішак · f3 чорна тура · e2 чорний кінь · f2 білий пішак · h2 чорний слон · d1 чорний слон | d8 білий ферзь · f7 чорний ферзь · h7 чорний король · e6 чорний пішак · f6 чорний пішак · g6 чорний пішак · c5 білий король · d5 чорний пішак · f5 білий кінь · h5 білий слон · a4 біла тура · b4 біла тура · d3 білий пішак · f3 чорна тура · e2 чорний кінь · f2 білий пішак · h2 чорний слон · d1 чорний слон | d8 білий ферзь · f7 чорний ферзь · h7 чорний король · e6 чорний пішак · f6 чорний пішак · g6 чорний пішак · c5 білий король · d5 чорний пішак · f5 білий кінь · h5 білий слон · a4 біла тура · b4 біла тура · d3 білий пішак · f3 чорна тура · e2 чорний кінь · f2 білий пішак · h2 чорний слон · d1 чорний слон | 8 |
| 7 | d8 білий ферзь · f7 чорний ферзь · h7 чорний король · e6 чорний пішак · f6 чорний пішак · g6 чорний пішак · c5 білий король · d5 чорний пішак · f5 білий кінь · h5 білий слон · a4 біла тура · b4 біла тура · d3 білий пішак · f3 чорна тура · e2 чорний кінь · f2 білий пішак · h2 чорний слон · d1 чорний слон | d8 білий ферзь · f7 чорний ферзь · h7 чорний король · e6 чорний пішак · f6 чорний пішак · g6 чорний пішак · c5 білий король · d5 чорний пішак · f5 білий кінь · h5 білий слон · a4 біла тура · b4 біла тура · d3 білий пішак · f3 чорна тура · e2 чорний кінь · f2 білий пішак · h2 чорний слон · d1 чорний слон | d8 білий ферзь · f7 чорний ферзь · h7 чорний король · e6 чорний пішак · f6 чорний пішак · g6 чорний пішак · c5 білий король · d5 чорний пішак · f5 білий кінь · h5 білий слон · a4 біла тура · b4 біла тура · d3 білий пішак · f3 чорна тура · e2 чорний кінь · f2 білий пішак · h2 чорний слон · d1 чорний слон | d8 білий ферзь · f7 чорний ферзь · h7 чорний король · e6 чорний пішак · f6 чорний пішак · g6 чорний пішак · c5 білий король · d5 чорний пішак · f5 білий кінь · h5 білий слон · a4 біла тура · b4 біла тура · d3 білий пішак · f3 чорна тура · e2 чорний кінь · f2 білий пішак · h2 чорний слон · d1 чорний слон | d8 білий ферзь · f7 чорний ферзь · h7 чорний король · e6 чорний пішак · f6 чорний пішак · g6 чорний пішак · c5 білий король · d5 чорний пішак · f5 білий кінь · h5 білий слон · a4 біла тура · b4 біла тура · d3 білий пішак · f3 чорна тура · e2 чорний кінь · f2 білий пішак · h2 чорний слон · d1 чорний слон | d8 білий ферзь · f7 чорний ферзь · h7 чорний король · e6 чорний пішак · f6 чорний пішак · g6 чорний пішак · c5 білий король · d5 чорний пішак · f5 білий кінь · h5 білий слон · a4 біла тура · b4 біла тура · d3 білий пішак · f3 чорна тура · e2 чорний кінь · f2 білий пішак · h2 чорний слон · d1 чорний слон | d8 білий ферзь · f7 чорний ферзь · h7 чорний король · e6 чорний пішак · f6 чорний пішак · g6 чорний пішак · c5 білий король · d5 чорний пішак · f5 білий кінь · h5 білий слон · a4 біла тура · b4 біла тура · d3 білий пішак · f3 чорна тура · e2 чорний кінь · f2 білий пішак · h2 чорний слон · d1 чорний слон | d8 білий ферзь · f7 чорний ферзь · h7 чорний король · e6 чорний пішак · f6 чорний пішак · g6 чорний пішак · c5 білий король · d5 чорний пішак · f5 білий кінь · h5 білий слон · a4 біла тура · b4 біла тура · d3 білий пішак · f3 чорна тура · e2 чорний кінь · f2 білий пішак · h2 чорний слон · d1 чорний слон | 7 |
| 6 | d8 білий ферзь · f7 чорний ферзь · h7 чорний король · e6 чорний пішак · f6 чорний пішак · g6 чорний пішак · c5 білий король · d5 чорний пішак · f5 білий кінь · h5 білий слон · a4 біла тура · b4 біла тура · d3 білий пішак · f3 чорна тура · e2 чорний кінь · f2 білий пішак · h2 чорний слон · d1 чорний слон | d8 білий ферзь · f7 чорний ферзь · h7 чорний король · e6 чорний пішак · f6 чорний пішак · g6 чорний пішак · c5 білий король · d5 чорний пішак · f5 білий кінь · h5 білий слон · a4 біла тура · b4 біла тура · d3 білий пішак · f3 чорна тура · e2 чорний кінь · f2 білий пішак · h2 чорний слон · d1 чорний слон | d8 білий ферзь · f7 чорний ферзь · h7 чорний король · e6 чорний пішак · f6 чорний пішак · g6 чорний пішак · c5 білий король · d5 чорний пішак · f5 білий кінь · h5 білий слон · a4 біла тура · b4 біла тура · d3 білий пішак · f3 чорна тура · e2 чорний кінь · f2 білий пішак · h2 чорний слон · d1 чорний слон | d8 білий ферзь · f7 чорний ферзь · h7 чорний король · e6 чорний пішак · f6 чорний пішак · g6 чорний пішак · c5 білий король · d5 чорний пішак · f5 білий кінь · h5 білий слон · a4 біла тура · b4 біла тура · d3 білий пішак · f3 чорна тура · e2 чорний кінь · f2 білий пішак · h2 чорний слон · d1 чорний слон | d8 білий ферзь · f7 чорний ферзь · h7 чорний король · e6 чорний пішак · f6 чорний пішак · g6 чорний пішак · c5 білий король · d5 чорний пішак · f5 білий кінь · h5 білий слон · a4 біла тура · b4 біла тура · d3 білий пішак · f3 чорна тура · e2 чорний кінь · f2 білий пішак · h2 чорний слон · d1 чорний слон | d8 білий ферзь · f7 чорний ферзь · h7 чорний король · e6 чорний пішак · f6 чорний пішак · g6 чорний пішак · c5 білий король · d5 чорний пішак · f5 білий кінь · h5 білий слон · a4 біла тура · b4 біла тура · d3 білий пішак · f3 чорна тура · e2 чорний кінь · f2 білий пішак · h2 чорний слон · d1 чорний слон | d8 білий ферзь · f7 чорний ферзь · h7 чорний король · e6 чорний пішак · f6 чорний пішак · g6 чорний пішак · c5 білий король · d5 чорний пішак · f5 білий кінь · h5 білий слон · a4 біла тура · b4 біла тура · d3 білий пішак · f3 чорна тура · e2 чорний кінь · f2 білий пішак · h2 чорний слон · d1 чорний слон | d8 білий ферзь · f7 чорний ферзь · h7 чорний король · e6 чорний пішак · f6 чорний пішак · g6 чорний пішак · c5 білий король · d5 чорний пішак · f5 білий кінь · h5 білий слон · a4 біла тура · b4 біла тура · d3 білий пішак · f3 чорна тура · e2 чорний кінь · f2 білий пішак · h2 чорний слон · d1 чорний слон | 6 |
| 5 | d8 білий ферзь · f7 чорний ферзь · h7 чорний король · e6 чорний пішак · f6 чорний пішак · g6 чорний пішак · c5 білий король · d5 чорний пішак · f5 білий кінь · h5 білий слон · a4 біла тура · b4 біла тура · d3 білий пішак · f3 чорна тура · e2 чорний кінь · f2 білий пішак · h2 чорний слон · d1 чорний слон | d8 білий ферзь · f7 чорний ферзь · h7 чорний король · e6 чорний пішак · f6 чорний пішак · g6 чорний пішак · c5 білий король · d5 чорний пішак · f5 білий кінь · h5 білий слон · a4 біла тура · b4 біла тура · d3 білий пішак · f3 чорна тура · e2 чорний кінь · f2 білий пішак · h2 чорний слон · d1 чорний слон | d8 білий ферзь · f7 чорний ферзь · h7 чорний король · e6 чорний пішак · f6 чорний пішак · g6 чорний пішак · c5 білий король · d5 чорний пішак · f5 білий кінь · h5 білий слон · a4 біла тура · b4 біла тура · d3 білий пішак · f3 чорна тура · e2 чорний кінь · f2 білий пішак · h2 чорний слон · d1 чорний слон | d8 білий ферзь · f7 чорний ферзь · h7 чорний король · e6 чорний пішак · f6 чорний пішак · g6 чорний пішак · c5 білий король · d5 чорний пішак · f5 білий кінь · h5 білий слон · a4 біла тура · b4 біла тура · d3 білий пішак · f3 чорна тура · e2 чорний кінь · f2 білий пішак · h2 чорний слон · d1 чорний слон | d8 білий ферзь · f7 чорний ферзь · h7 чорний король · e6 чорний пішак · f6 чорний пішак · g6 чорний пішак · c5 білий король · d5 чорний пішак · f5 білий кінь · h5 білий слон · a4 біла тура · b4 біла тура · d3 білий пішак · f3 чорна тура · e2 чорний кінь · f2 білий пішак · h2 чорний слон · d1 чорний слон | d8 білий ферзь · f7 чорний ферзь · h7 чорний король · e6 чорний пішак · f6 чорний пішак · g6 чорний пішак · c5 білий король · d5 чорний пішак · f5 білий кінь · h5 білий слон · a4 біла тура · b4 біла тура · d3 білий пішак · f3 чорна тура · e2 чорний кінь · f2 білий пішак · h2 чорний слон · d1 чорний слон | d8 білий ферзь · f7 чорний ферзь · h7 чорний король · e6 чорний пішак · f6 чорний пішак · g6 чорний пішак · c5 білий король · d5 чорний пішак · f5 білий кінь · h5 білий слон · a4 біла тура · b4 біла тура · d3 білий пішак · f3 чорна тура · e2 чорний кінь · f2 білий пішак · h2 чорний слон · d1 чорний слон | d8 білий ферзь · f7 чорний ферзь · h7 чорний король · e6 чорний пішак · f6 чорний пішак · g6 чорний пішак · c5 білий король · d5 чорний пішак · f5 білий кінь · h5 білий слон · a4 біла тура · b4 біла тура · d3 білий пішак · f3 чорна тура · e2 чорний кінь · f2 білий пішак · h2 чорний слон · d1 чорний слон | 5 |
| 4 | d8 білий ферзь · f7 чорний ферзь · h7 чорний король · e6 чорний пішак · f6 чорний пішак · g6 чорний пішак · c5 білий король · d5 чорний пішак · f5 білий кінь · h5 білий слон · a4 біла тура · b4 біла тура · d3 білий пішак · f3 чорна тура · e2 чорний кінь · f2 білий пішак · h2 чорний слон · d1 чорний слон | d8 білий ферзь · f7 чорний ферзь · h7 чорний король · e6 чорний пішак · f6 чорний пішак · g6 чорний пішак · c5 білий король · d5 чорний пішак · f5 білий кінь · h5 білий слон · a4 біла тура · b4 біла тура · d3 білий пішак · f3 чорна тура · e2 чорний кінь · f2 білий пішак · h2 чорний слон · d1 чорний слон | d8 білий ферзь · f7 чорний ферзь · h7 чорний король · e6 чорний пішак · f6 чорний пішак · g6 чорний пішак · c5 білий король · d5 чорний пішак · f5 білий кінь · h5 білий слон · a4 біла тура · b4 біла тура · d3 білий пішак · f3 чорна тура · e2 чорний кінь · f2 білий пішак · h2 чорний слон · d1 чорний слон | d8 білий ферзь · f7 чорний ферзь · h7 чорний король · e6 чорний пішак · f6 чорний пішак · g6 чорний пішак · c5 білий король · d5 чорний пішак · f5 білий кінь · h5 білий слон · a4 біла тура · b4 біла тура · d3 білий пішак · f3 чорна тура · e2 чорний кінь · f2 білий пішак · h2 чорний слон · d1 чорний слон | d8 білий ферзь · f7 чорний ферзь · h7 чорний король · e6 чорний пішак · f6 чорний пішак · g6 чорний пішак · c5 білий король · d5 чорний пішак · f5 білий кінь · h5 білий слон · a4 біла тура · b4 біла тура · d3 білий пішак · f3 чорна тура · e2 чорний кінь · f2 білий пішак · h2 чорний слон · d1 чорний слон | d8 білий ферзь · f7 чорний ферзь · h7 чорний король · e6 чорний пішак · f6 чорний пішак · g6 чорний пішак · c5 білий король · d5 чорний пішак · f5 білий кінь · h5 білий слон · a4 біла тура · b4 біла тура · d3 білий пішак · f3 чорна тура · e2 чорний кінь · f2 білий пішак · h2 чорний слон · d1 чорний слон | d8 білий ферзь · f7 чорний ферзь · h7 чорний король · e6 чорний пішак · f6 чорний пішак · g6 чорний пішак · c5 білий король · d5 чорний пішак · f5 білий кінь · h5 білий слон · a4 біла тура · b4 біла тура · d3 білий пішак · f3 чорна тура · e2 чорний кінь · f2 білий пішак · h2 чорний слон · d1 чорний слон | d8 білий ферзь · f7 чорний ферзь · h7 чорний король · e6 чорний пішак · f6 чорний пішак · g6 чорний пішак · c5 білий король · d5 чорний пішак · f5 білий кінь · h5 білий слон · a4 біла тура · b4 біла тура · d3 білий пішак · f3 чорна тура · e2 чорний кінь · f2 білий пішак · h2 чорний слон · d1 чорний слон | 4 |
| 3 | d8 білий ферзь · f7 чорний ферзь · h7 чорний король · e6 чорний пішак · f6 чорний пішак · g6 чорний пішак · c5 білий король · d5 чорний пішак · f5 білий кінь · h5 білий слон · a4 біла тура · b4 біла тура · d3 білий пішак · f3 чорна тура · e2 чорний кінь · f2 білий пішак · h2 чорний слон · d1 чорний слон | d8 білий ферзь · f7 чорний ферзь · h7 чорний король · e6 чорний пішак · f6 чорний пішак · g6 чорний пішак · c5 білий король · d5 чорний пішак · f5 білий кінь · h5 білий слон · a4 біла тура · b4 біла тура · d3 білий пішак · f3 чорна тура · e2 чорний кінь · f2 білий пішак · h2 чорний слон · d1 чорний слон | d8 білий ферзь · f7 чорний ферзь · h7 чорний король · e6 чорний пішак · f6 чорний пішак · g6 чорний пішак · c5 білий король · d5 чорний пішак · f5 білий кінь · h5 білий слон · a4 біла тура · b4 біла тура · d3 білий пішак · f3 чорна тура · e2 чорний кінь · f2 білий пішак · h2 чорний слон · d1 чорний слон | d8 білий ферзь · f7 чорний ферзь · h7 чорний король · e6 чорний пішак · f6 чорний пішак · g6 чорний пішак · c5 білий король · d5 чорний пішак · f5 білий кінь · h5 білий слон · a4 біла тура · b4 біла тура · d3 білий пішак · f3 чорна тура · e2 чорний кінь · f2 білий пішак · h2 чорний слон · d1 чорний слон | d8 білий ферзь · f7 чорний ферзь · h7 чорний король · e6 чорний пішак · f6 чорний пішак · g6 чорний пішак · c5 білий король · d5 чорний пішак · f5 білий кінь · h5 білий слон · a4 біла тура · b4 біла тура · d3 білий пішак · f3 чорна тура · e2 чорний кінь · f2 білий пішак · h2 чорний слон · d1 чорний слон | d8 білий ферзь · f7 чорний ферзь · h7 чорний король · e6 чорний пішак · f6 чорний пішак · g6 чорний пішак · c5 білий король · d5 чорний пішак · f5 білий кінь · h5 білий слон · a4 біла тура · b4 біла тура · d3 білий пішак · f3 чорна тура · e2 чорний кінь · f2 білий пішак · h2 чорний слон · d1 чорний слон | d8 білий ферзь · f7 чорний ферзь · h7 чорний король · e6 чорний пішак · f6 чорний пішак · g6 чорний пішак · c5 білий король · d5 чорний пішак · f5 білий кінь · h5 білий слон · a4 біла тура · b4 біла тура · d3 білий пішак · f3 чорна тура · e2 чорний кінь · f2 білий пішак · h2 чорний слон · d1 чорний слон | d8 білий ферзь · f7 чорний ферзь · h7 чорний король · e6 чорний пішак · f6 чорний пішак · g6 чорний пішак · c5 білий король · d5 чорний пішак · f5 білий кінь · h5 білий слон · a4 біла тура · b4 біла тура · d3 білий пішак · f3 чорна тура · e2 чорний кінь · f2 білий пішак · h2 чорний слон · d1 чорний слон | 3 |
| 2 | d8 білий ферзь · f7 чорний ферзь · h7 чорний король · e6 чорний пішак · f6 чорний пішак · g6 чорний пішак · c5 білий король · d5 чорний пішак · f5 білий кінь · h5 білий слон · a4 біла тура · b4 біла тура · d3 білий пішак · f3 чорна тура · e2 чорний кінь · f2 білий пішак · h2 чорний слон · d1 чорний слон | d8 білий ферзь · f7 чорний ферзь · h7 чорний король · e6 чорний пішак · f6 чорний пішак · g6 чорний пішак · c5 білий король · d5 чорний пішак · f5 білий кінь · h5 білий слон · a4 біла тура · b4 біла тура · d3 білий пішак · f3 чорна тура · e2 чорний кінь · f2 білий пішак · h2 чорний слон · d1 чорний слон | d8 білий ферзь · f7 чорний ферзь · h7 чорний король · e6 чорний пішак · f6 чорний пішак · g6 чорний пішак · c5 білий король · d5 чорний пішак · f5 білий кінь · h5 білий слон · a4 біла тура · b4 біла тура · d3 білий пішак · f3 чорна тура · e2 чорний кінь · f2 білий пішак · h2 чорний слон · d1 чорний слон | d8 білий ферзь · f7 чорний ферзь · h7 чорний король · e6 чорний пішак · f6 чорний пішак · g6 чорний пішак · c5 білий король · d5 чорний пішак · f5 білий кінь · h5 білий слон · a4 біла тура · b4 біла тура · d3 білий пішак · f3 чорна тура · e2 чорний кінь · f2 білий пішак · h2 чорний слон · d1 чорний слон | d8 білий ферзь · f7 чорний ферзь · h7 чорний король · e6 чорний пішак · f6 чорний пішак · g6 чорний пішак · c5 білий король · d5 чорний пішак · f5 білий кінь · h5 білий слон · a4 біла тура · b4 біла тура · d3 білий пішак · f3 чорна тура · e2 чорний кінь · f2 білий пішак · h2 чорний слон · d1 чорний слон | d8 білий ферзь · f7 чорний ферзь · h7 чорний король · e6 чорний пішак · f6 чорний пішак · g6 чорний пішак · c5 білий король · d5 чорний пішак · f5 білий кінь · h5 білий слон · a4 біла тура · b4 біла тура · d3 білий пішак · f3 чорна тура · e2 чорний кінь · f2 білий пішак · h2 чорний слон · d1 чорний слон | d8 білий ферзь · f7 чорний ферзь · h7 чорний король · e6 чорний пішак · f6 чорний пішак · g6 чорний пішак · c5 білий король · d5 чорний пішак · f5 білий кінь · h5 білий слон · a4 біла тура · b4 біла тура · d3 білий пішак · f3 чорна тура · e2 чорний кінь · f2 білий пішак · h2 чорний слон · d1 чорний слон | d8 білий ферзь · f7 чорний ферзь · h7 чорний король · e6 чорний пішак · f6 чорний пішак · g6 чорний пішак · c5 білий король · d5 чорний пішак · f5 білий кінь · h5 білий слон · a4 біла тура · b4 біла тура · d3 білий пішак · f3 чорна тура · e2 чорний кінь · f2 білий пішак · h2 чорний слон · d1 чорний слон | 2 |
| 1 | d8 білий ферзь · f7 чорний ферзь · h7 чорний король · e6 чорний пішак · f6 чорний пішак · g6 чорний пішак · c5 білий король · d5 чорний пішак · f5 білий кінь · h5 білий слон · a4 біла тура · b4 біла тура · d3 білий пішак · f3 чорна тура · e2 чорний кінь · f2 білий пішак · h2 чорний слон · d1 чорний слон | d8 білий ферзь · f7 чорний ферзь · h7 чорний король · e6 чорний пішак · f6 чорний пішак · g6 чорний пішак · c5 білий король · d5 чорний пішак · f5 білий кінь · h5 білий слон · a4 біла тура · b4 біла тура · d3 білий пішак · f3 чорна тура · e2 чорний кінь · f2 білий пішак · h2 чорний слон · d1 чорний слон | d8 білий ферзь · f7 чорний ферзь · h7 чорний король · e6 чорний пішак · f6 чорний пішак · g6 чорний пішак · c5 білий король · d5 чорний пішак · f5 білий кінь · h5 білий слон · a4 біла тура · b4 біла тура · d3 білий пішак · f3 чорна тура · e2 чорний кінь · f2 білий пішак · h2 чорний слон · d1 чорний слон | d8 білий ферзь · f7 чорний ферзь · h7 чорний король · e6 чорний пішак · f6 чорний пішак · g6 чорний пішак · c5 білий король · d5 чорний пішак · f5 білий кінь · h5 білий слон · a4 біла тура · b4 біла тура · d3 білий пішак · f3 чорна тура · e2 чорний кінь · f2 білий пішак · h2 чорний слон · d1 чорний слон | d8 білий ферзь · f7 чорний ферзь · h7 чорний король · e6 чорний пішак · f6 чорний пішак · g6 чорний пішак · c5 білий король · d5 чорний пішак · f5 білий кінь · h5 білий слон · a4 біла тура · b4 біла тура · d3 білий пішак · f3 чорна тура · e2 чорний кінь · f2 білий пішак · h2 чорний слон · d1 чорний слон | d8 білий ферзь · f7 чорний ферзь · h7 чорний король · e6 чорний пішак · f6 чорний пішак · g6 чорний пішак · c5 білий король · d5 чорний пішак · f5 білий кінь · h5 білий слон · a4 біла тура · b4 біла тура · d3 білий пішак · f3 чорна тура · e2 чорний кінь · f2 білий пішак · h2 чорний слон · d1 чорний слон | d8 білий ферзь · f7 чорний ферзь · h7 чорний король · e6 чорний пішак · f6 чорний пішак · g6 чорний пішак · c5 білий король · d5 чорний пішак · f5 білий кінь · h5 білий слон · a4 біла тура · b4 біла тура · d3 білий пішак · f3 чорна тура · e2 чорний кінь · f2 білий пішак · h2 чорний слон · d1 чорний слон | d8 білий ферзь · f7 чорний ферзь · h7 чорний король · e6 чорний пішак · f6 чорний пішак · g6 чорний пішак · c5 білий король · d5 чорний пішак · f5 білий кінь · h5 білий слон · a4 біла тура · b4 біла тура · d3 білий пішак · f3 чорна тура · e2 чорний кінь · f2 білий пішак · h2 чорний слон · d1 чорний слон | 1 |
|   | a | b | c | d | e | f | g | h |   |

«Безсме́ртна зада́ча» — назва, яку отримала від сучасників шахова задача австрійського шахового композитора Конрада Баєра. Уперше опублікована 16 серпня 1851 року в «Illustrirte Zeitung» (Лейпциг), хоча деколи джерелом вказують лондонську «The Era» і 1856 рік. Названа за аналогією до відомої «безсмертної партії».
У задачі білі ефектно жертвують усі свої фігури та дають мат єдиним білим пішаком, який у них залишився (див. діаграма). Розв'язання: 1. Тb7! Ф:b7 2. С:g6+ Кр:g6 3. Фg8+ Кр:f5 4. Фg4+ Крe5 5. Фh5+ Тf5 6. f4+ С:f4 7. Ф:e2+ С:e2 8. Тe4+ de 9. d4х!
Згодом композитори поверталися до твору Баєра, вдосконалюючи ідею численних ефектних жертв. Відомим етюдом з такою ідеєю став «Это было недавно, это было давно» (1967) радянського шахового композитора Олександра Казанцева. Етюд хоча й наслідує безсмертну задачу, але оформлений відповідно до сучасних вимог композиції: жертви білих фігур не супроводжуються «побиттям» чорних, а в завершальній позиції нема жодного статиста (непотрібної білої або чорної фігури).